# Episodi di Amen (prima stagione)
La prima stagione della serie televisiva Amen è stata trasmessa in anteprima negli Stati Uniti d'America dalla NBC tra il 27 settembre 1986 e il 4 aprile 1987.
| nº | Titolo originale               | Titolo italiano | Prima TV USA      | Prima TV Italia |
| -- | ------------------------------ | --------------- | ----------------- | --------------- |
| 1  | Pilot                          |                 | 27 settembre 1986 |                 |
| 2  | The Courtship of Bess Richards |                 | 4 ottobre 1986    |                 |
| 3  | The Morning After              |                 | 11 ottobre 1986   |                 |
| 4  | The Deacon Delivers            |                 | 1º novembre 1986  |                 |
| 5  | Rolly Falls in Love            |                 | 8 novembre 1986   |                 |
| 6  | Retreat, Heck!                 |                 | 15 novembre 1986  |                 |
| 7  | Sermon from the Cell           |                 | 22 novembre 1986  |                 |
| 8  | Maitre D'eacon                 |                 | 29 novembre 1986  |                 |
| 9  | Reuben's Romance               |                 | 6 dicembre 1986   |                 |
| 10 | After the Fall                 |                 | 13 dicembre 1986  |                 |
| 11 | Your Christmas Show of Shows   |                 | 20 dicembre 1986  |                 |
| 12 | Frye for the Defense           |                 | 10 gennaio 1987   |                 |
| 13 | Thelma's Choice                |                 | 17 gennaio 1987   |                 |
| 14 | Betting on the Boy             |                 | 24 gennaio 1987   |                 |
| 15 | Casting the First Stone        |                 | 7 febbraio 1987   |                 |
| 16 | Yes Sir, That's Your Baby      |                 | 14 febbraio 1987  |                 |
| 17 | Into the Night                 |                 | 21 febbraio 1987  |                 |
| 18 | The Divorce Lawyer             |                 | 28 febbraio 1987  |                 |
| 19 | The Rival                      |                 | 7 marzo 1987      |                 |
| 20 | The Magician                   |                 | 14 marzo 1987     |                 |
| 21 | Glen Garry Glen Thelma         |                 | 21 marzo 1987     |                 |
| 22 | What's Up, Deacon?             |                 | 4 aprile 1987     |                 |